# Троицкое (Жуковский район)
Троицкое — село в Жуковском районе Калужской области. Административный центр сельского поселения «Село Троицкое». Поместье Екатерины Романовны Дашковой, сохранившееся в руинах.

## История

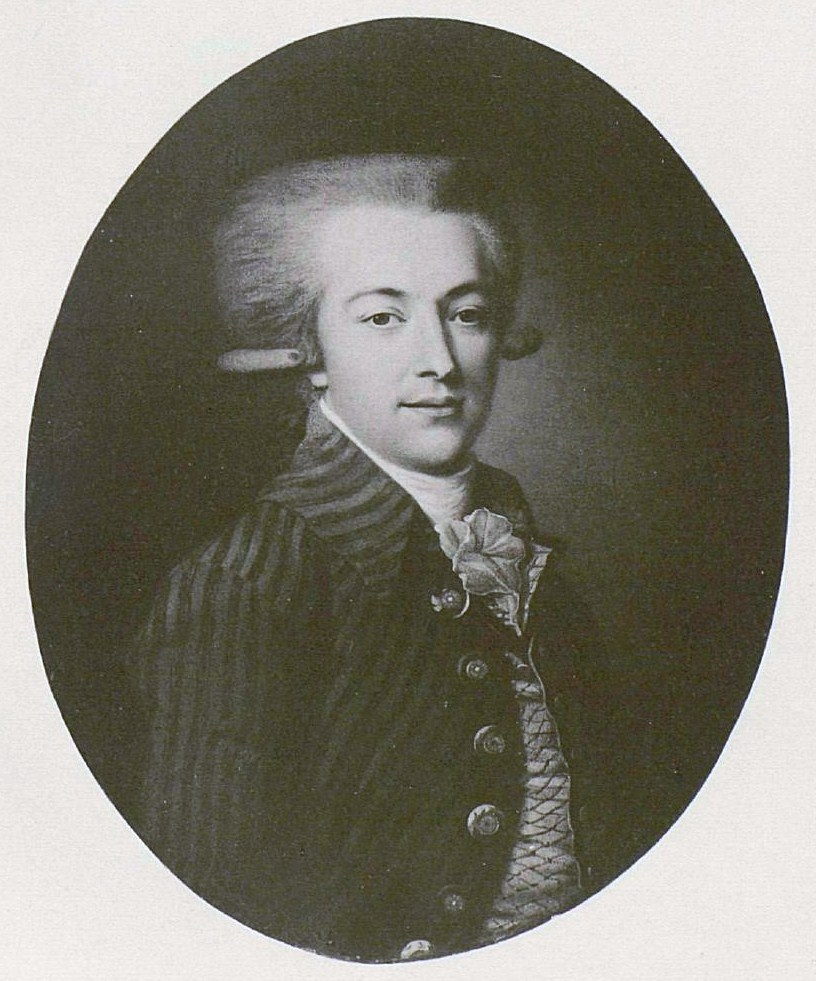
Михаил Иванович Дашков

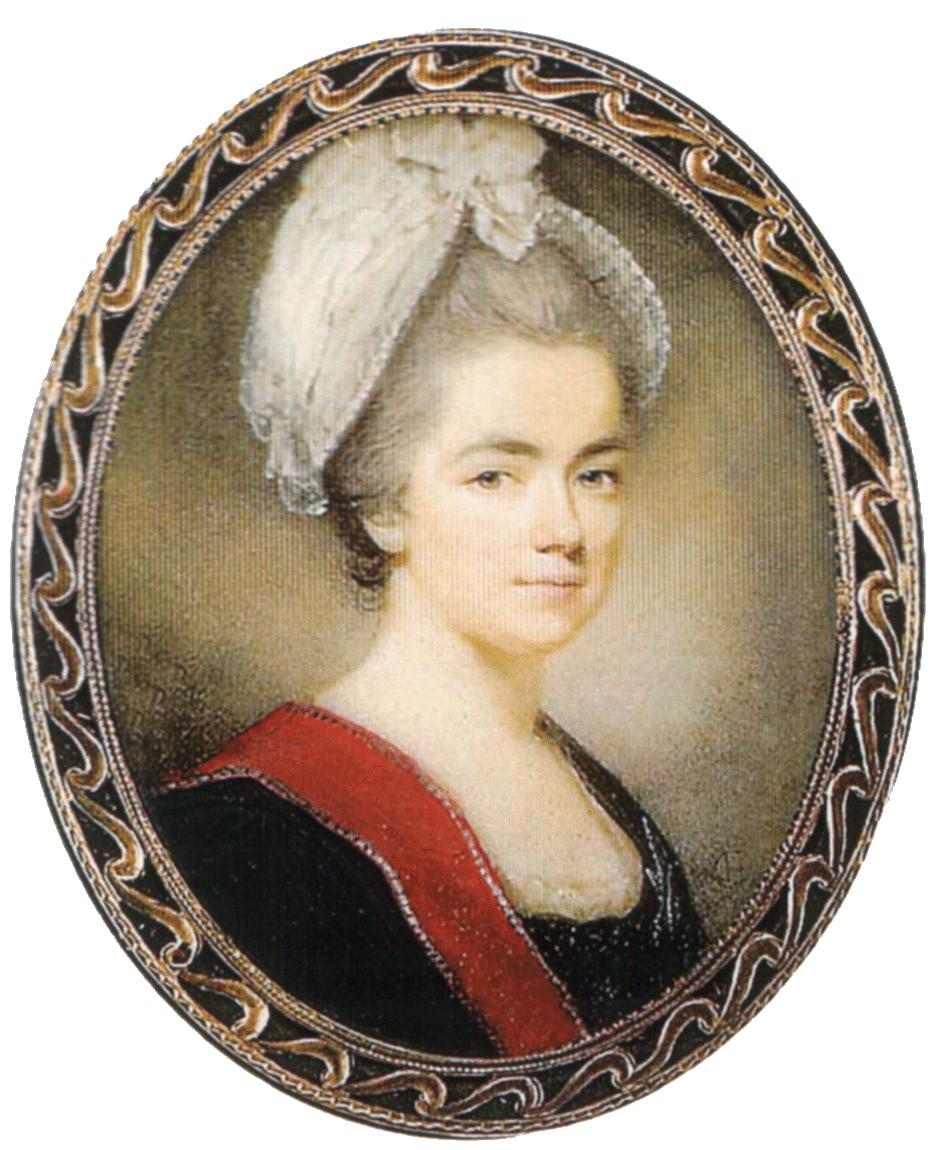
Екатерина Романовна Дашкова

Впервые село упомянуто в писцовой книге за 1628—1630 год. Оно принадлежало роду князей Дашковых.

### При Дашковой
Михаил Иванович Дашков, муж знаменитой княгини, унаследовал село от предков. В нем они провели лето после свадьбы (14 февраля 1759). Дом тогда в усадьбе был деревянный, и князь начал подготовительные работы по устройству каменного, однако не успел их осуществить. Вдовая княгиня часто наезжала в Троицкое. (По другим указаниям, впервые приехала, чтобы принять участие в освящении церкви в 1765 году).
В 1795 году Дашкова уехала из Петербурга и проживала в Москве и здесь. В 1796 году, взойдя на престол, Павел I лишил её орденов и должностей и приказал жить в Новгородской губернии, и лишь после хлопот Нелидовой (или Марии Федоровны) ей разрешили перебраться в Калужскую губернию.

#### Ансамбль имения
Дашкова окончательно, на оставшиеся 20 лет, поселилась здесь. В том же году она писала:

«Вернувшись из Круглого, решила закончить начатые постройки. Четыре дома были достроены, и я еще больше украсила свой сад. Так что он стал для меня настоящим раем. И каждое дерево, каждый куст был посажен при мне».

Центром поместья являлся большой усадебный дом (не сохранился), по бокам которого стояли флигеля и многочисленные службы: крепостной театр, школа верховой езды, конюшня, гостевой дом, дом для слуг, оранжерея, лечебница, дом управляющего. Перед главным домом располагался парадный двор, замыкавшийся изящными каменными воротами. Именно они — наиболее запоминающаяся часть из того, что сохранилось от ансамбля поместья. Существует версия, что они — работа известного русского архитектора В. И. Баженова. «Это небольшое по размерам сооружение подчеркнуто монументально. Высокую, красивых пропорций арку проезда фланкируют сдвоенные тосканские колонны большого ордера. Венчает сооружение антаблемент с белокаменными триглифами. Величественность центрального проема подчеркивают две небольшие симметричные калитки с прямоугольными проемами пеших проходов».
Дашкова активно принимала участие в их проектировании. Ей до всего было дело: гостья села Кэтрин Вильмот пишет — «она учит каменщиков класть стены, помогает делать дорожки, ходит кормить коров, сочиняет статьи для печати… (…) она доктор, апрекарь, фельдшер, кузнец, плотник, судья, законник…». На берегу реки был устроен большой пейзажный парк, один из первых «английских» парков в России. «На реке работала мельница, внутри парка был разбит большой фруктовый сад с чайным домиком посередине, заложены оранжереи для диковинных растений». «Троицкое — это модель прекрасного воображаемого мира, оазис просвещения в пустыне нищеты и убогости, просветительское мечтание, воплощенное на земле без посредника, руками самого просветителя».
Дом стоял на правом, крутом берегу Протвы. Обрывистый склон был оформлен террасами и облицован камнем. Тщательно ухоженный парк в английском духе занимал большую площадь. Был специально насыпан холм, увенчанный беседкой, где княгиня любила проводить своё время. Кэтрин Вильмот, жившая несколько лет в Троицком, писала: «Княгиня, очень любит тропинку, петляющую среди берез, — она ведет к холму, на котором высится гранитный монумент, посвященный восшествию Екатерины на Трон! Позади него — келья отшельника с высеченными из камня сидениями, устланными мхом, а за ней начинаются лесные дебри…».
Летом 1784 года Дашкова принимала в Троицком подругу леди Гамильтон. «Меня привело в восторг, что моей приятельнице понравилась красивая местность, в которой расположен этот красивый уголок, и что она, хотя как англичанка и видела чудесные парки своей родины, одобрила и мой сад, который был не только распланирован мной, но где каждое дерево и каждый куст были посажены по моему выбору на моих глазах».
Дашкова прекрасно наладила хозяйство в имении, при ней усадьба достигла своего подъема. Крестьянские хозяйства окрест содержались в образцовом состоянии. Вокруг усадьбы было 16 деревень, принадлежавших Е. Р. Дашковой, в них проживало около 5 тысяч крепостных.

##### Храм
Сохранилась церковь, построенная Дашковой и названная храмом Живоначальной Троицы. «Троицкий храм принадлежит к широко распространенному типу трапезных церквей с композицией, состоящей из собственно храма, пристроенной к нему трапезной и колокольни. Стилистически храм представляет собой провинциальный вариант московского барокко. В этом храме в соответствии с завещанием была похоронена Екатерина Романовна».

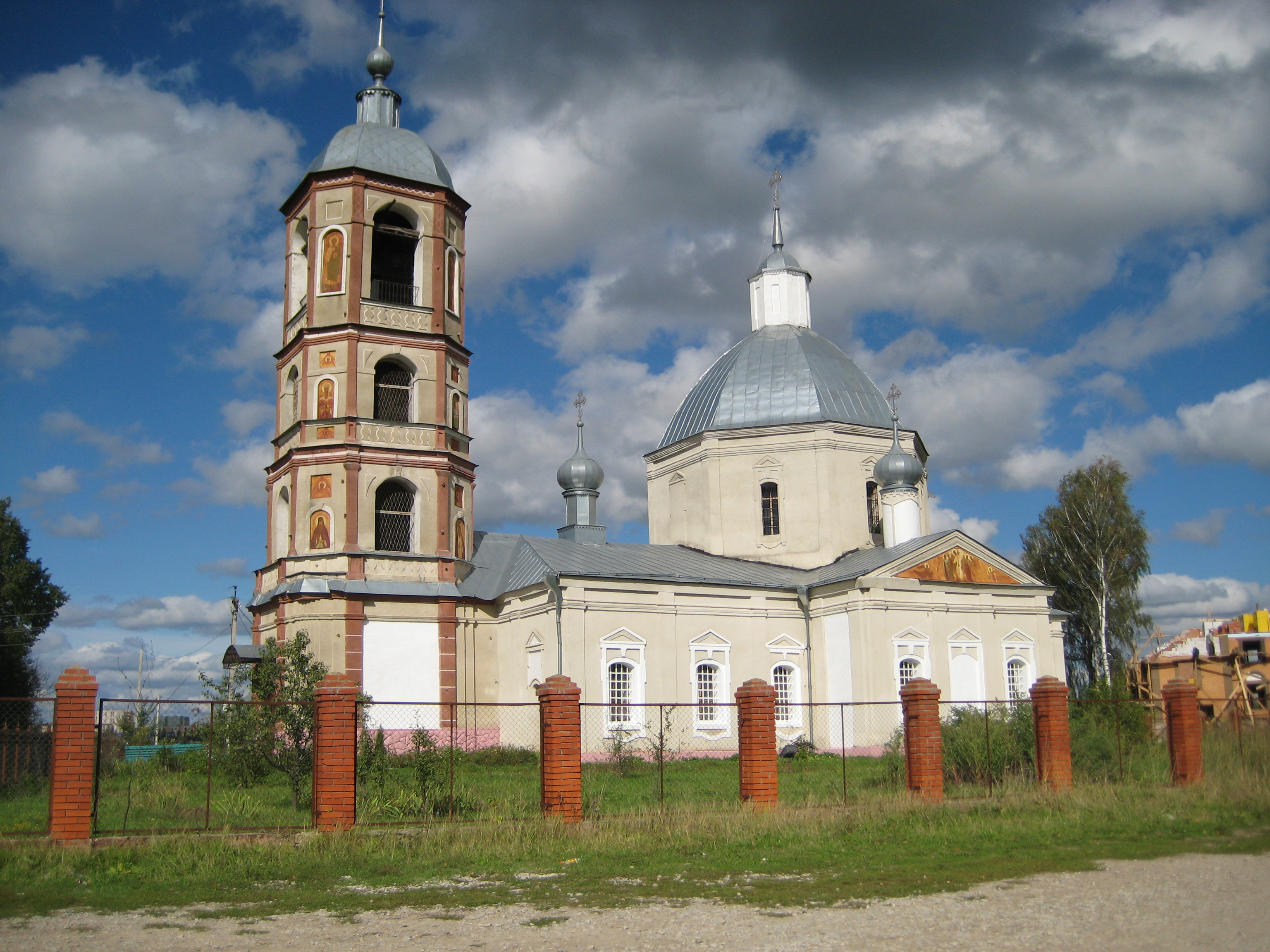
Храм

К концу XIX века следы надгробия были практически затеряны. 22 октября 1999 по инициативе МГИ им. Е. Р. Дашковой надгробие было восстановлено и освящено. Установлено место, где она была погребена: «в трапезной части церкви „в левой стороне трапезной, против столба“, в её северо-восточном углу в склепе, расположенном под полом. Устройство усыпальницы представителей княжеских родов в храме соответствовало русской мемориальной традиции. На стене трапезной между вторым и третьим окнами была помещена медная доска, на которой был текст эпитафии, составленный племянницей Дашковой Анной Исленьевой: „Здесь покоятся тленные останки княгини Екатерины Романовны Дашковой, урожденной графини Воронцовой, штатс-дамы, ордена св. Екатерины кавалера, императорской Академии наук директора, Российской Академии президента, разных иностранных Академий и всех российских ученых обществ члена. Родилась 1743 года марта 17, скончалась 1810 января 4. Сие надгробие поставлено в вечную ей память от приверженной к ней сердечной и благодарной племянницы Анны Малиновской, урожденной Исленьевой“. В настоящее время церковь восстановлена, на могиле сделана надгробная плита».

### После Дашковой
В последние годы Дашкова превратилась в скаредную, неопрятную старуху, из жадности собиравшую объедки, будучи в гостях. «Родители мои вспоминали о скуке, когда, по родственной обязанности, они гащивали у их тетки в селе Троицком», — вспоминал о визитах к ней М. Д. Бутурлин. Умерла Дашкова в 1810 году в полном одиночестве, тело её перевезли в Троицкое. Её сын, к этой поре уже скончался, а с дочерью, Анастасией Щербиной, княгиня была в ссоре и не общалась.
Дашкова завещала своё имущество и выхлопотала разрешение присоединить фамилию через дефис своему внучатому племяннику Ивану Илларионовичу Воронцову-Дашкову. Наследники княгини устроили в усадьбе суконную, а потом бумажную и картонажную фабрику, просуществовавшую до 1941 г., затем она была заброшена, здание стало разрушаться.
Село перешло к Воронцову-Дашкову, однако он не жил в нем. В 1825 году проезжий мимо Бутурлин был поражен беспризорностью усадьбы. Дом был пуст, крестьяне тащили оттуда все, библиотека была разграблена. Затем усадьбу перестроили в суконную фабрику, потом в бумажную, потом совсем забросили. Позже усадьба была продана Дворянскому банку.
 В середине XX века главный дом разобрали. От великолепного «английского» имения остались остатки плотины, руины флигелей и театра, ворота и обелиск. В парке уцелела единственная посаженная ею аллея. Под парком был тайный ход-тоннель, часть которого обнаружена и превращена в погреб для воспитанников интерната.

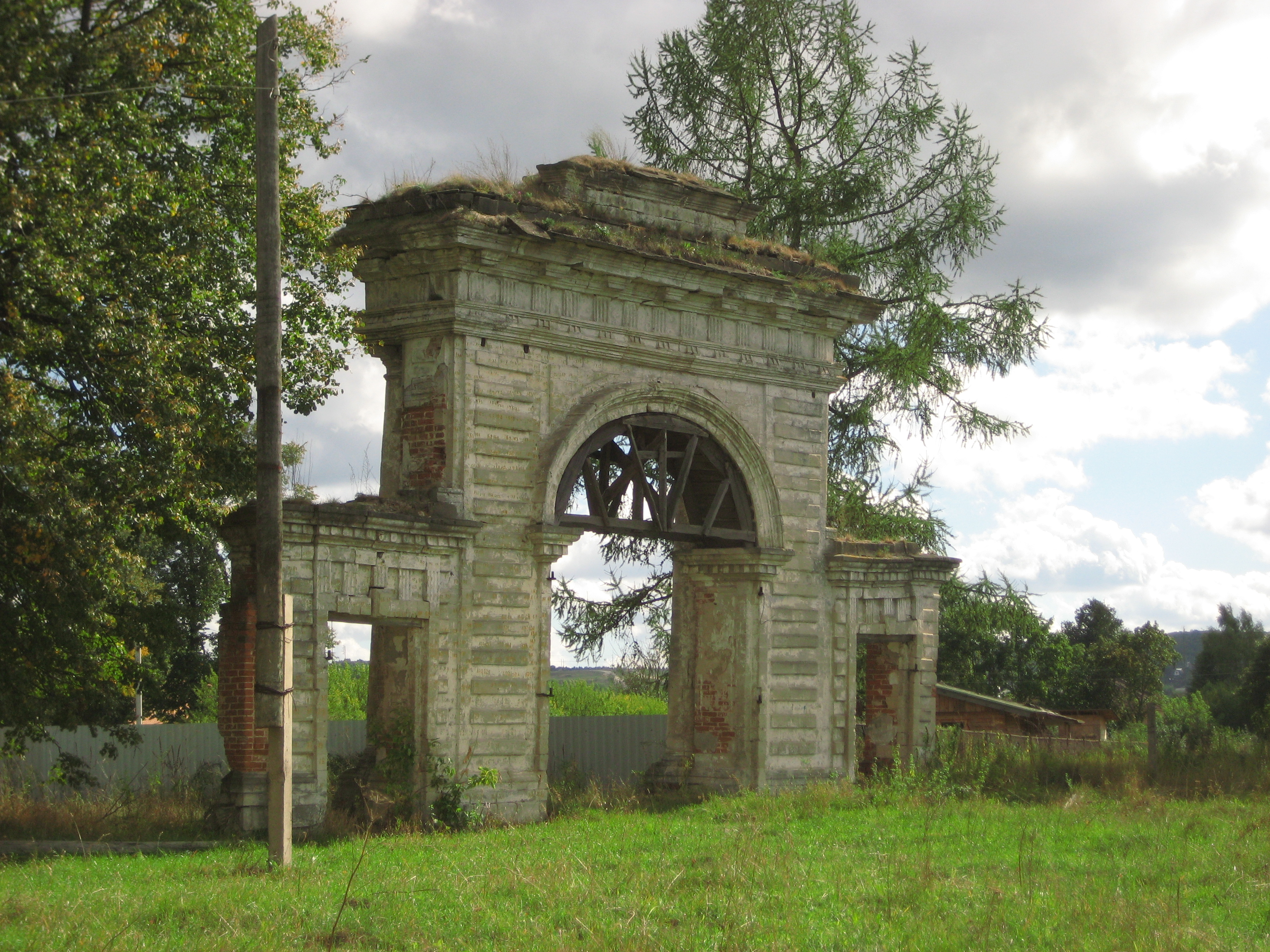
Ворота
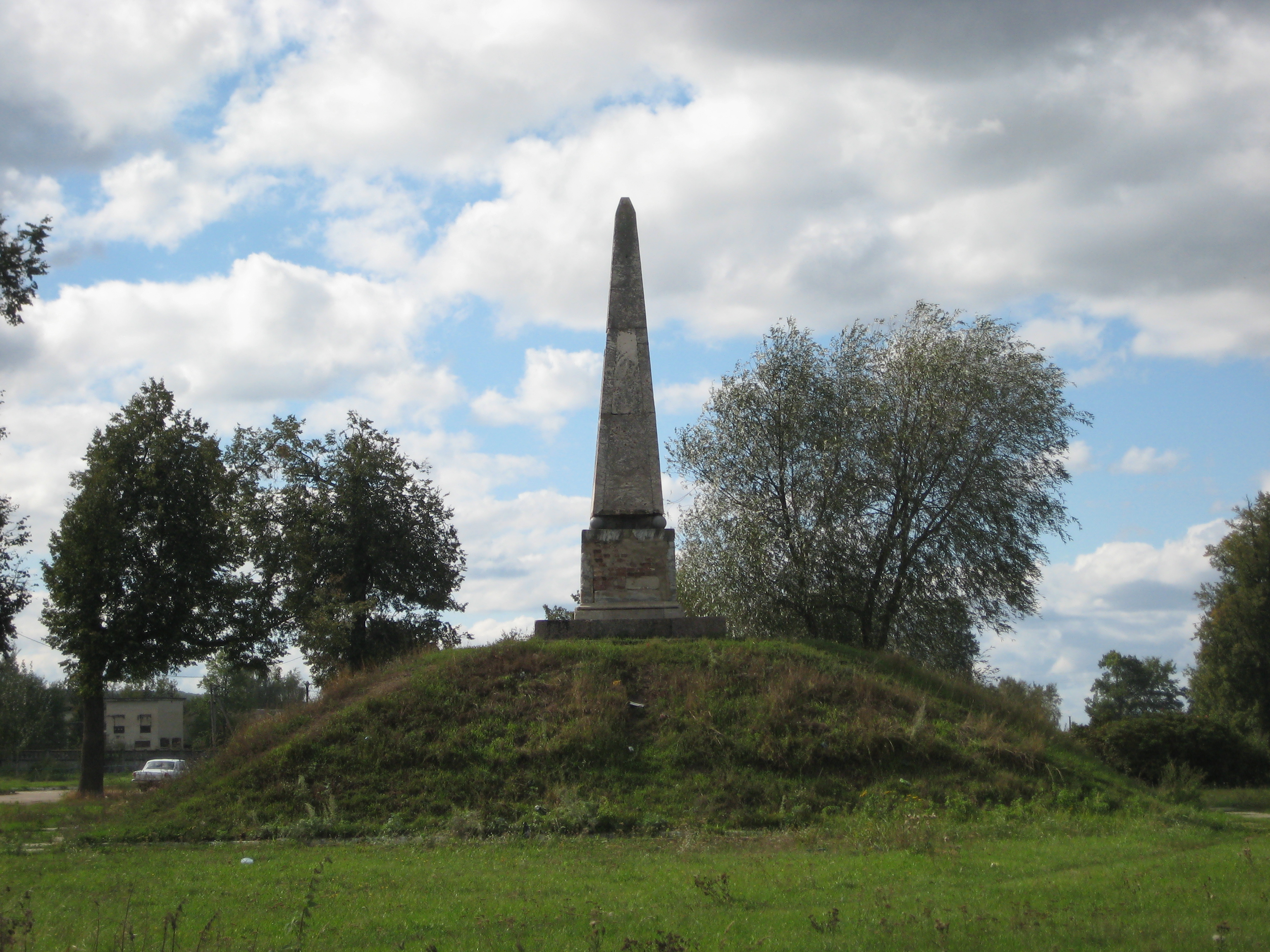
Обелиск
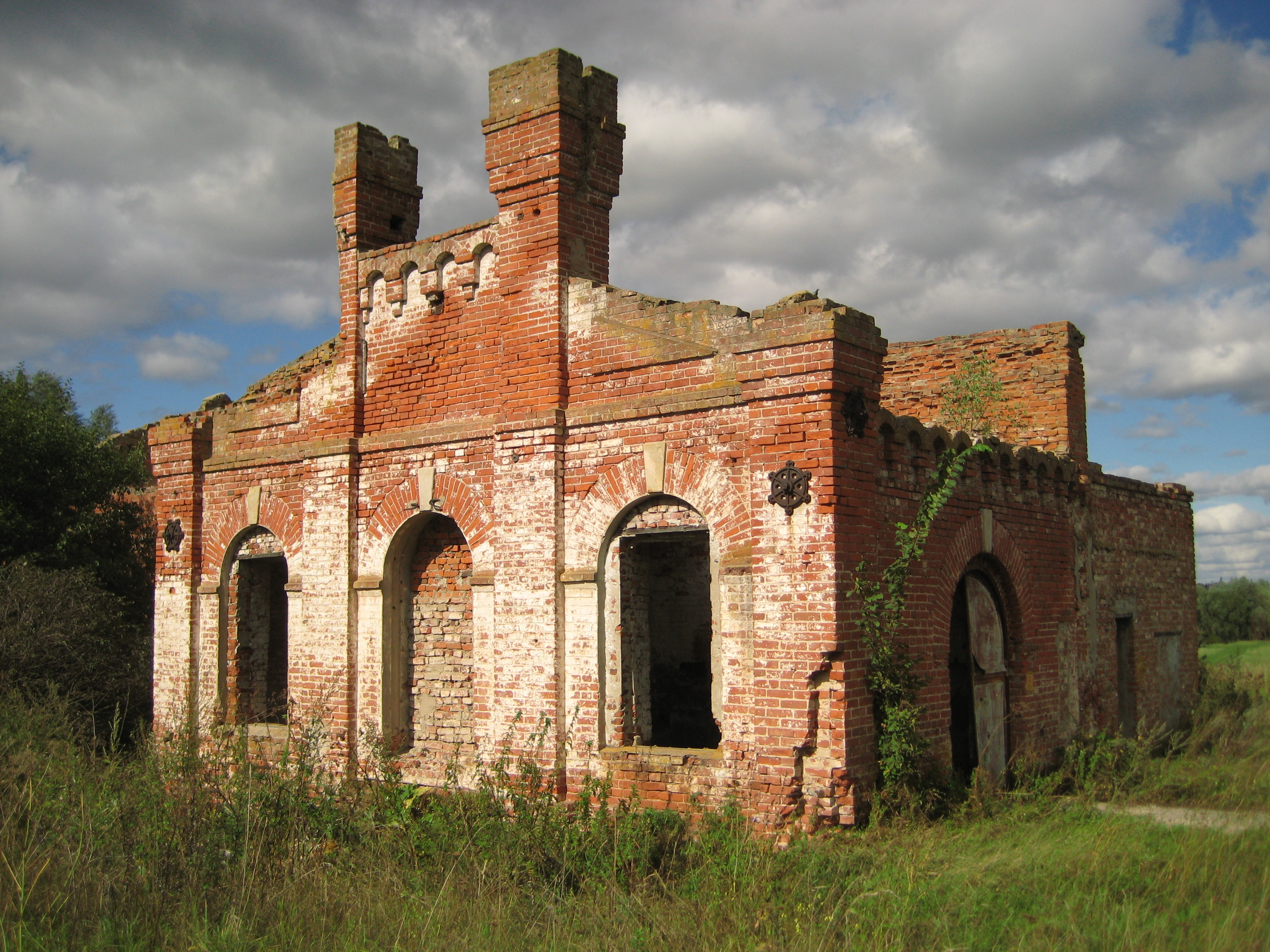
Руины театра (крахмальный цех)
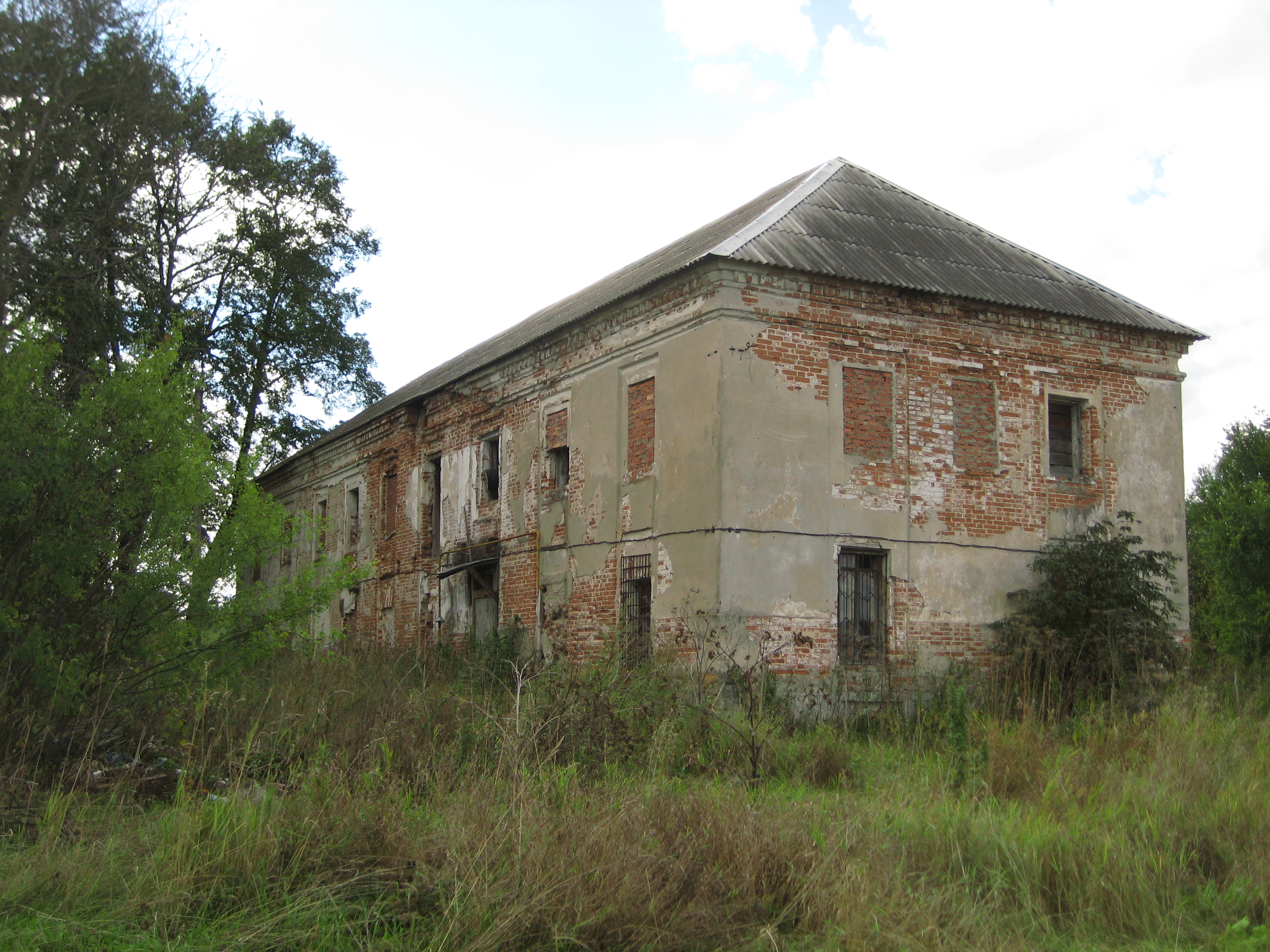
Флигель

### XXI век
В 2011 году прокурор Жуковского района и представители министерства культуры Калужской области провели проверку сохранения и использования объекта культурного наследия федерального значения «Усадьба Воронцовой-Дашковой». Проверяющие пришли к неутешительным выводам. В настоящее время здания южного и северного флигелей, ворота, помещение театра в усадьбе, представляющей объект культурного наследия федерального значения, на основании договора аренды переданы в пользование ООО «Серебряное кольцо. Усадьба Воронцовой-Дашковой». В своё время этот договор был оформлен с обременением. Министерство образования, культуры и спорта Калужской области заключило с компанией охранное обязательство, в соответствии с которым арендатор обязан содержать территорию объекта культурного наследия в благоустроенном виде, провести комплексные научные исследования и выполнить проектные работы по реставрации и предварительные работы не позднее 2009 года. Однако и спустя два года фирма-арендатор исторической усадьбы, по сути, ничего не сделала, а «усадьба Воронцовой-Дашковой находится в неблагоустроенном состоянии. Территория не окашивается, здания южного флигеля, театра, ворота поросли кустарником». Кроме того, обнаружены разрушения и повреждения штукатурки, облицовки, кладки, внешних элементов фасадов зданий усадьбы. Зачастую в разрушениях виноваты не только время и природа, но и «человеческий фактор»: на зданиях усадьбы имеются надписи и графические изображения. Прокурор Жуковского района возбудил в отношении ООО «Серебряное кольцо. Усадьба Воронцовой-Дашковой» административное производство за «нарушение требований сохранения, использования и охраны объектов культурного наследия (памятников истории и культуры) федерального значения (ст. 7.13 КоАП РФ). Министром культуры Калужской области организация оштрафована на 30 тысяч рублей. Кроме того, прокуратура настаивает на расторжении договора с арендатором, о чем обратилась в территориальное управление Росимущества».